# Sadd-e Makhzanī-ye Shahīd Kāz̧emī
Sadd-e Makhzanī-ye Shahīd Kāz̧emī-ye Būkān (persiska: كورُوشِ كَبير, كورُشِ بُزُرگ, سّد مخزنی شهید کاظمی بوکان, Sadd-e Kūrosh-e Kabīr, سَدِّ كورُشِ كَبير) är en dammbyggnad i Iran.   Den ligger i provinsen Västazarbaijan, i den nordvästra delen av landet, 400 km väster om huvudstaden Teheran. Sadd-e Makhzanī-ye Shahīd Kāz̧emī-ye Būkān ligger 1 406 meter över havet. Den ligger vid sjön Daryācheh-ye Shahīd Kaz̧emī-ye Būkān.
Terrängen runt Sadd-e Makhzanī-ye Shahīd Kāz̧emī-ye Būkān är kuperad norrut, men söderut är den platt. Sadd-e Makhzanī-ye Shahīd Kāz̧emī-ye Būkān ligger nere i en dal. Runt Sadd-e Makhzanī-ye Shahīd Kāz̧emī-ye Būkān är det ganska glesbefolkat, med 50 invånare per kvadratkilometer. Närmaste större samhälle är Bardeh Zard, 17,3 km väster om Sadd-e Makhzanī-ye Shahīd Kāz̧emī-ye Būkān. Trakten runt Sadd-e Makhzanī-ye Shahīd Kāz̧emī-ye Būkān består i huvudsak av gräsmarker.